# Edwardsina fimbrata
Edwardsina fimbrata är en tvåvingeart som beskrevs av Peter Zwick 2006. Edwardsina fimbrata ingår i släktet Edwardsina och familjen Blephariceridae. Inga underarter finns listade i Catalogue of Life.